# Sønderjysk Elitesport 2016-2017
Questa voce raccoglie le informazioni riguardanti il Sønderjysk Elitesport nelle competizioni ufficiali della stagione 2016-2017.

## Maglie e sponsor
Lo sponsor tecnico per la stagione 2014-2015 fu Hummel, mentre lo sponsor ufficiale fu Frøs Herreds Sparekasse. La divisa casalinga era composta da una maglietta azzurra con motivi bianchi sulle maniche, pantaloncini bianchi e calzettoni azzurra. Quella da trasferta era invece completamente nera con motivi azzurri.

## Calciomercato

### Sessione estiva
| Acquisti | Acquisti        | Acquisti  | Acquisti      |
| R.       | Nome            | da        | Modalità      |
| -------- | --------------- | --------- | ------------- |
| D        | Nicolaj Ritter  | Silkeborg | gratuito      |
| A        | Mikael Uhre     | Skive     | gratuito      |
| D        | Matthias Maak   | Grödig    | gratuito      |
| P        | Lukas Fernandes | Aarhus    | ?             |
| C        | Jeppe Simonsen  | Køge BK   | fine prestito |

| Cessioni | Cessioni         | Cessioni     | Cessioni   |
| R.       | Nome             | a            | Modalità   |
| -------- | ---------------- | ------------ | ---------- |
| D        | Sören Mussmann   | Pro Vercelli | gratuito   |
| C        | Andreas Oggesen  | Fredericia   | gratuito   |
| C        | Sebastian Sommer | Kolding IF   | gratuito   |
| A        | Thomas Dalgaard  | Vendsyssel   | gratuito   |
| D        | João Pereira     | Odense       | gratuito   |
| C        | Jeppe Simonsen   | Køge BK      | prestito   |
| P        | Jens Rinke       |              | svincolato |
| D        | Francis Dickoh   |              | svincolato |

## Stagione

### Superligaen 2016-2017
| Haderslev 17 luglio 2016, ore 13:00 CET                            | SønderjyskE | 1 – 2 referto          | Aarhus | Haderslev Fodboldstadion |
| \| \| \| \| \| Kroon 84’ \| Marcatori \| 34’ Petersen 53’ Amini \| |             |                        |        |                          |
|                                                                    |             |                        |        |                          |
| Kroon 84’                                                          | Marcatori   | 34’ Petersen 53’ Amini |        |                          |

| Horsens 24 luglio 2016, ore 12:00 CET                      | Horsens   | 1 – 1 referto | SønderjyskE | CASA Arena Horsens |
| \| \| \| \| \| Sanneh 23’ \| Marcatori \| 37’ Dal Hende \| |           |               |             |                    |
|                                                            |           |               |             |                    |
| Sanneh 23’                                                 | Marcatori | 37’ Dal Hende |             |                    |

| Haderslev 31 luglio 2016, ore 12:00 CET      | SønderjyskE | 0 – 1 referto | Lyngby | Haderslev Fodboldstadion |
| \| \| \| \| \| \| Marcatori \| 64’ Jensen \| |             |               |        |                          |
|                                              |             |               |        |                          |
|                                              | Marcatori   | 64’ Jensen    |        |                          |

| Haderslev 7 agosto 2016, ore 16:00 CET                 | SønderjyskE | 1 – 1 referto | Copenaghen | Haderslev Fodboldstadion |
| \| \| \| \| \| Kroon 63’ \| Marcatori \| 23’ Verbic \| |             |               |            |                          |
|                                                        |             |               |            |                          |
| Kroon 63’                                              | Marcatori   | 23’ Verbic    |            |                          |

| Brøndby 14 agosto 2016, ore 18:00 CET                                        | Brøndby   | 4 – 0 referto | SønderjyskE | Stadio Brøndby |
| \| \| \| \| \| Pukki 31’, 68’ Hermannsson 33’ Wilczek 53’ \| Marcatori \| \| |           |               |             |                |
|                                                                              |           |               |             |                |
| Pukki 31’, 68’ Hermannsson 33’ Wilczek 53’                                   | Marcatori |               |             |                |

| Herning 21 agosto 2016, ore 18:00 CET                                                       | Midtjylland | 2 – 2 referto               | SønderjyskE | MCH Arena |
| \| \| \| \| \| Kanstrup 16’ (aut.) Novák 57’ \| Marcatori \| 8’ Madsen 90’ (aut.) Hansen \| |             |                             |             |           |
|                                                                                             |             |                             |             |           |
| Kanstrup 16’ (aut.) Novák 57’                                                               | Marcatori   | 8’ Madsen 90’ (aut.) Hansen |             |           |

| Haderslev 28 agosto 2016, ore 12:00 CET                | SønderjyskE | 1 – 1 referto | Esbjerg | Haderslev Fodboldstadion |
| \| \| \| \| \| Uhre 67’ \| Marcatori \| 64’ Paulsen \| |             |               |         |                          |
|                                                        |             |               |         |                          |
| Uhre 67’                                               | Marcatori   | 64’ Paulsen   |         |                          |

| Haderslev 11 settembre 2016, ore 16:00 CET                                          | SønderjyskE | 2 – 2 referto           | Silkeborg | Haderslev Fodboldstadion |
| \| \| \| \| \| Madsen 62’ Absalonsen 76’ \| Marcatori \| 73’ Albers 86’ Helenius \| |             |                         |           |                          |
|                                                                                     |             |                         |           |                          |
| Madsen 62’ Absalonsen 76’                                                           | Marcatori   | 73’ Albers 86’ Helenius |           |                          |

| Farum 18 settembre 2016, ore 12:00 CET                                                   | Nordsjælland | 2 – 3 referto                      | SønderjyskE | Farum Park |
| \| \| \| \| \| Asante 11’ Lund 26’ \| Marcatori \| 48’ Uhre 55’ Drachmann 64’ Luijckx \| |              |                                    |             |            |
|                                                                                          |              |                                    |             |            |
| Asante 11’ Lund 26’                                                                      | Marcatori    | 48’ Uhre 55’ Drachmann 64’ Luijckx |             |            |

| Haderslev 22 settembre 2016, ore 18:00 CET  | SønderjyskE | 1 – 0 referto | Odense | Haderslev Fodboldstadion |
| \| \| \| \| \| Kroon 11’ \| Marcatori \| \| |             |               |        |                          |
|                                             |             |               |        |                          |
| Kroon 11’                                   | Marcatori   |               |        |                          |

| Randers 25 settembre 2016, ore 14:00 CET                                            | Randers   | 0 – 4 referto                                     | SønderjyskE | Stadio Essex Park Randers |
| \| \| \| \| \| \| Marcatori \| 22’ Dal Hende 43’ Madsen 66’ Pedersen 84’ Luijckx \| |           |                                                   |             |                           |
|                                                                                     |           |                                                   |             |                           |
|                                                                                     | Marcatori | 22’ Dal Hende 43’ Madsen 66’ Pedersen 84’ Luijckx |             |                           |

| Aalborg 2 ottobre 2016, ore 12:00 CET                | Aalborg   | 0 – 1 referto      | SønderjyskE | Aalborg Stadion |
| \| \| \| \| \| \| Marcatori \| 90+1’ (rig.) Kroon \| |           |                    |             |                 |
|                                                      |           |                    |             |                 |
|                                                      | Marcatori | 90+1’ (rig.) Kroon |             |                 |

| Haderslev 14 ottobre 2016, ore 18:00 CET              | SønderjyskE | 1 – 0 referto | Viborg | Haderslev Fodboldstadion |
| \| \| \| \| \| Kanstrup 52’ (rig.) \| Marcatori \| \| |             |               |        |                          |
|                                                       |             |               |        |                          |
| Kanstrup 52’ (rig.)                                   | Marcatori   |               |        |                          |

| Lyngby-Taarbæk 22 ottobre 2016, ore 16:00 CET             | Lyngby    | 2 – 0 referto | SønderjyskE | Stadio Lyngby |
| \| \| \| \| \| Ojo 6’ Christjansen 78’ \| Marcatori \| \| |           |               |             |               |
|                                                           |           |               |             |               |
| Ojo 6’ Christjansen 78’                                   | Marcatori |               |             |               |

| Haderslev 30 ottobre 2016, ore 13:00 CET             | SønderjyskE | 2 – 0 referto | Horsens | Haderslev Fodboldstadion |
| \| \| \| \| \| Uhre 11’ Römer 71’ \| Marcatori \| \| |             |               |         |                          |
|                                                      |             |               |         |                          |
| Uhre 11’ Römer 71’                                   | Marcatori   |               |         |                          |

| Copenaghen 6 novembre 2016, ore 18:00 CET                                    | Copenaghen | 4 – 0 referto | SønderjyskE | Parken Stadium |
| \| \| \| \| \| Cornelius 19’ Toutouh 25’, 66’ Delaney 28’ \| Marcatori \| \| |            |               |             |                |
|                                                                              |            |               |             |                |
| Cornelius 19’ Toutouh 25’, 66’ Delaney 28’                                   | Marcatori  |               |             |                |

| Haderslev 20 novembre 2016, ore 18:00 CET          | SønderjyskE | 1 – 0 referto | Midtjylland | Haderslev Fodboldstadion |
| \| \| \| \| \| Zinckernagel 85’ \| Marcatori \| \| |             |               |             |                          |
|                                                    |             |               |             |                          |
| Zinckernagel 85’                                   | Marcatori   |               |             |                          |

| Viborg 26 novembre 2016, ore 16:00 CET                                                    | Viborg    | 2 – 2 referto          | SønderjyskE | Viborg Stadion |
| \| \| \| \| \| Deblé 26’ Frederiksen 90’ (rig.) \| Marcatori \| 8’ Klöve 90+4’ Mattila \| |           |                        |             |                |
|                                                                                           |           |                        |             |                |
| Deblé 26’ Frederiksen 90’ (rig.)                                                          | Marcatori | 8’ Klöve 90+4’ Mattila |             |                |

| Haderslev 29 novembre 2016, ore 18:00 CET                           | SønderjyskE | 1 – 1 referto       | Aalborg | Haderslev Fodboldstadion |
| \| \| \| \| \| Dal Hende 12’ \| Marcatori \| 73’ (rig.) Risgaard \| |             |                     |         |                          |
|                                                                     |             |                     |         |                          |
| Dal Hende 12’                                                       | Marcatori   | 73’ (rig.) Risgaard |         |                          |

| Silkeborg 5 dicembre 2016, ore 18:00 CET                  | Silkeborg | 1 – 1 referto  | SønderjyskE | MASCOT Park |
| \| \| \| \| \| Skov 18’ \| Marcatori \| 41’ Absalonsen \| |           |                |             |             |
|                                                           |           |                |             |             |
| Skov 18’                                                  | Marcatori | 41’ Absalonsen |             |             |

| Haderslev 9 dicembre 2016, ore 20:15 CET | SønderjyskE | 0 – 0 referto | Nordsjælland | Haderslev Fodboldstadion |

### UEFA Europa League 2016-2017

#### Secondo turno

##### Andata
| Arbitro: | Georgi Kabakov |

|                   |           |              |
| Kløve 9’ Uhre 82’ | Marcatori | 16’ Pedersen |

##### Ritorno
| Arbitro: | Steven McLean |

|                  |           |                     |
| Keita 17’, 45+2’ | Marcatori | 69’ Uhre 120’ Kløve |

#### Terzo turno

##### Andata
| Arbitro: | Robert Madley |

|                |           |                         |
| Janoszka 45+2’ | Marcatori | 19’ Kroon 36’ Dal Hende |

##### Ritorno
| Arbitro: | Tamás Bognár |

|              |           |            |
| Pedersen 65’ | Marcatori | 22’ Guldan |

#### Spareggio

##### Andata
| Haderslev 18 agosto 2016, ore 18:15 CET | SønderjyskE   | – | Sparta Praga | Haderslev Fodboldstadion\| Arbitro: \| Hüseyin Göçek \| |
| Arbitro:                                | Hüseyin Göçek |   |              |                                                         |

##### Ritorno
| Praga 25 agosto 2016, ore 20:00 CET | Sparta Praga | – | SønderjyskE | Stadion Letná |

## Statistiche
- Vittorie: 2
- Vittorie in casa: 1
- Vittorie in trasferta: 1
- Pareggi: 2
- Pareggi in casa: 0
- Pareggi in trasferta: 2
- Sconfitte: 2
- Sconfitte in casa: 2
- Sconfitte in trasferta: 0
- Gol fatti: 8
- Gol subiti: 8
- Differenza reti: 0
- Miglior marcatore:  Troels Kløve,  Mikael Uhre e Dal Hende (2)
- Miglior vittoria:  SønderjyskE 2-1  Strømsgodset e  Zagłębie Lubin 2-2  SønderjyskE
- Peggior sconfitta:  SønderjyskE 1-2  Aarhus e  SønderjyskE 1-2  Lyngby
- Vittoria con più gol segnati:  SønderjyskE 2-1  Strømsgodset e  Zagłębie Lubin 2-2  SønderjyskE
- Sconfitta con più gol subiti:  SønderjyskE 1-2  Aarhus
- Partita con più gol:  Strømsgodset 2-2  SønderjyskE

## Rosa
| N. |                       | Ruolo | Calciatore       |
| -- | --------------------- | ----- | ---------------- |
| 1  | Croazia (bandiera)    | P     | Marin Skender    |
| 2  | Portogallo (bandiera) | D     | Nicolaj Ritter   |
| 3  | Danimarca (bandiera)  | D     | Marc Pedersen    |
| 5  | Danimarca (bandiera)  | D     | Kees Luijckx     |
| 6  | Svezia (bandiera)     | C     | Simon Kroon      |
| 7  | Danimarca (bandiera)  | A     | Marc Dal Hende   |
| 8  | Danimarca (bandiera)  | C     | Janus Drachmann  |
| 9  | Danimarca (bandiera)  | A     | Tommy Bechmann   |
| 10 | Danimarca (bandiera)  | A     | Nicolaj Madsen   |
| 11 | Danimarca (bandiera)  | A     | Johan Absalonsen |
| 13 | Danimarca (bandiera)  | A     | Casper Olesen    |
| 14 | Danimarca (bandiera)  | C     | Mikkel Hedegaard |

| N. |                         | Ruolo | Calciatore      |
| -- | ----------------------- | ----- | --------------- |
| 15 | Danimarca (bandiera)    | C     | Troels Kløve    |
| 17 | Danimarca (bandiera)    | A     | Mikael Uhre     |
| 18 | Burkina Faso (bandiera) | C     | Adama Guira     |
| 21 | Danimarca (bandiera)    | A     | Jeppe Simonsen  |
| 22 | Danimarca (bandiera)    | D     | Erik Nissen     |
| 23 | Zimbabwe (bandiera)     | C     | Silas Songani   |
| 25 | Uganda (bandiera)       | A     | Emmanuel Okwi   |
| 26 | Danimarca (bandiera)    | D     | Pierre Kanstrup |
| 28 | Danimarca (bandiera)    | P     | Lukas Fernandes |
| 30 | Danimarca (bandiera)    | A     | Marcel Römer    |
| 31 | Austria (bandiera)      | D     | Matthias Maak   |
| 33 | Danimarca (bandiera)    | A     | Thomas Dalgaard |